# Villeneuve-la-Garenne
Villeneuve-la-Garenne is een gemeente in het Franse departement Hauts-de-Seine (regio Île-de-France) en telt 22.349 inwoners (1999). De plaats maakt deel uit van het arrondissement Nanterre en ligt aan de linkeroever van de Seine, tegenover L'Île-Saint-Denis.

## Geografie
De oppervlakte van Villeneuve-la-Garenne bedraagt 3,2 km², de bevolkingsdichtheid is 6984,1 inwoners per km².
De onderstaande kaart toont de ligging van Villeneuve-la-Garenne met de belangrijkste infrastructuur en aangrenzende gemeenten.

## Demografie
Onderstaande figuur toont het verloop van het inwonertal (bron: INSEE-tellingen).

## Geboren
- Eric Marester (1984), Frans voetballer
- Zakarie Labidi (1995), Frans voetballer

## Externe links

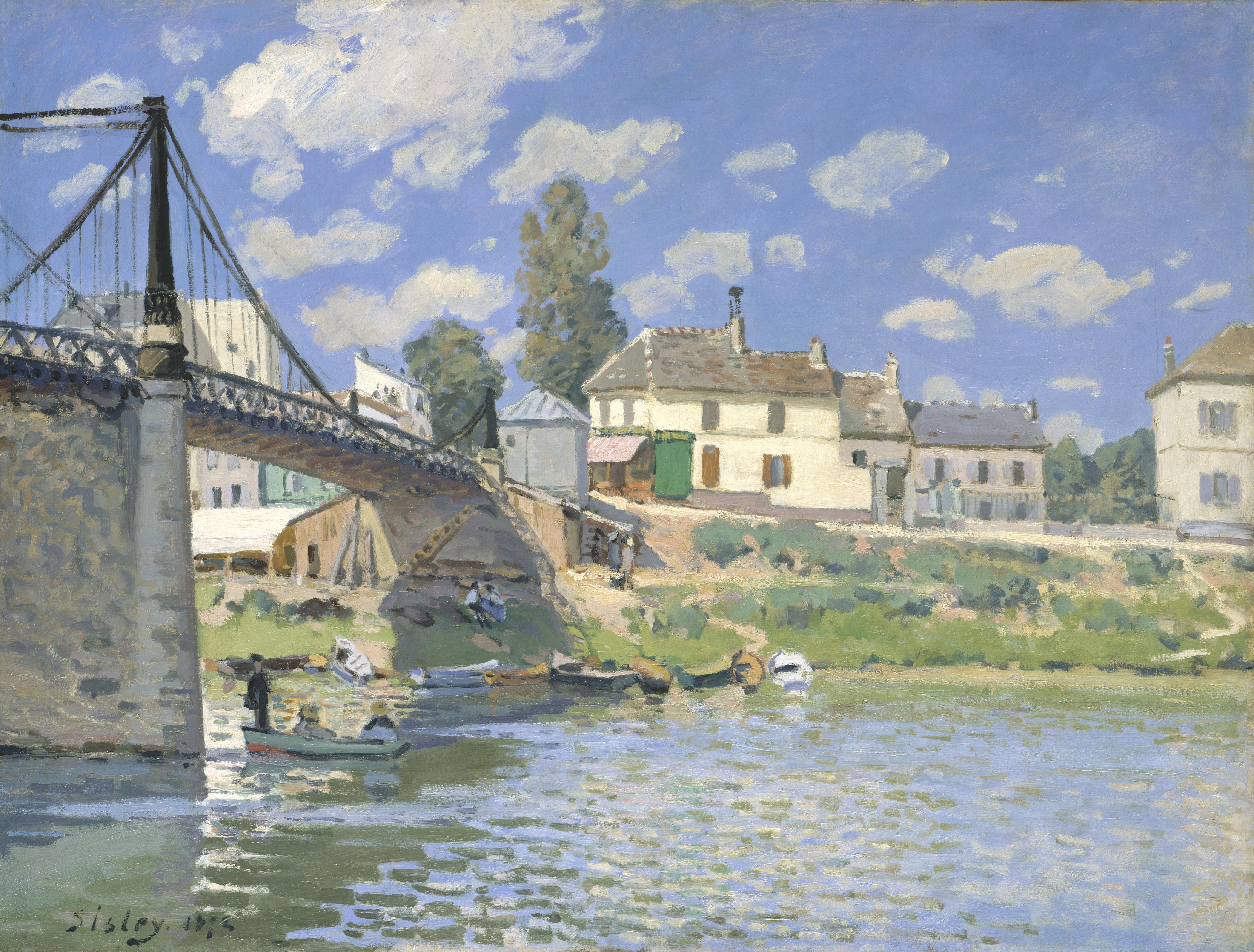
De brug in Villeneuve-la-Garenne (1872) door Alfred Sisley